# 苻熙
苻熙（?—?），中國五胡十六國時代人物，前秦天王苻坚的儿子。
357年，苻坚封弟弟苻融为阳平公，苻双为河南公，儿子苻丕为长乐公，苻暉为平原公，苻熙为广平公，苻睿为钜鹿公。385年雍州牧、钜鹿公苻睿为都督中外诸军事、卫大将军、录尚书事，配备五万士兵；左将军窦冲为长史，龙骧将军姚苌为司马，讨伐慕容泓。任命广平公苻熙为雍州刺史，镇守蒲阪。